# Willy Telavi
Willy Telavi (født 28. januar 1954 på Nanumea) er en tuvaluansk politiker. Han var siden juleaften 2010 indtil 2013 premierminister i Tuvalu.
Telavi er uddannet i retsvidenskab fra University of the South Pacific i Fiji og har mastergrad i international ledelse fra Northern Territory University i Australien. Han arbejdede først i Tuvalus politistyrke og blev i 1993 landets politichef, en stilling han havde frem til 2009.
I 2006 blev Telavi indvalgt i parlamentet for valgkredsen Nanumea. Han blev derefter indenrigsminister i den nye regering som blev dannet efter valget. Telavi blev genvalgt til det femten mandaters store parlament i september 2010. Han fortsatte i ministerposten, men trak sin støtte til premierminister Maatia Toafa. Den 24. december 2010 blev han selv valgt til landets premierminister, efter at den siddende regering var blevet fældet af et mistillidsvotum.